# Louis Dumont
Pour les articles homonymes, voir Dumont et Louis Dumont (homonymie).
Louis Dumont, né le 1er août 1911 à Salonique (Empire ottoman à l'époque, Grèce aujourd'hui) et mort le 19 novembre 1998 à Paris 5e, est un anthropologue français, spécialiste de l'Inde. Sa réflexion porte également sur les sociétés occidentales en s'appuyant sur des analyses comparatives.
L'œuvre de Dumont concerne l'ensemble des domaines des sciences sociales : philosophie, histoire, droit, sciences politiques, sociologie et anthropologie, qui lui sont redevables d'une nouvelle manière d'appréhender les contours de la modernité.

## Biographie
Dumont fut un élève de Marcel Mauss à Paris, au sein de l'Institut d'ethnologie. En 1945, il intègre le Musée national des arts et des traditions populaires où il continue sa formation et ses activités de recherche. C'est aussi l'occasion d'éditer la revue scientifique Le Mois d'ethnographie française et de diriger un programme d'étude sur le mobilier français. 
En 1948, il part pour l'Inde du sud pour faire des études de terrain sur les Pramalai Kallar et rédiger sa thèse d'État qui paraîtra en 1957 sous le titre: Une sous-caste de l'Inde du Sud. Avant son départ pour l'Asie, Dumont avait écrit une monographie intitulée La Tarasque qu'il publie en 1951. La « Tarasque » est une croyance provençale qu'il a analysée sous l'angle des pratiques religieuses de la région. 
De 1951 à 1955, Dumont enseigne à l'Institut d'anthropologie d'Oxford. Il devient directeur d'études à l'École pratique des hautes études en 1955 où il crée, en collaboration avec l'économiste Daniel Thorner, le Centre d'études indiennes et fonde la revue Contribution to Indian sociology avec D. Podock. Cette période est pour lui l'occasion de plusieurs séjours en Inde du Nord, en Uttar Pradesh.

## Travaux

### La notion de «relation hiérarchique»
On doit à Louis Dumont d'avoir donné une dimension théorique à la notion de relation hiérarchique. Pour cela, il s'est appuyé sur ses études sur les systèmes de caste en Inde et son regard occidental marqué par un égalitarisme poussé. 
La relation hiérarchique serait donc selon lui la manifestation d'une transcendance au cœur de la vie sociale, qui met en évidence le caractère extérieur de ce qui fonde une société.
D'un point de vue structuraliste, le monde social serait organisé selon un principe hiérarchique et les relations d'opposition (droite/gauche, Adam/Ève, Pape/Roi) seraient à penser sur un mode hiérarchique : les deux termes des oppositions ne sont pas à penser comme égaux, l'un des deux est supérieur à l'autre parce qu'englobant le deuxième terme. Autrement dit, l'un des termes représente la totalité en même temps qu'une partie de l'opposition. Exemple : Ève est faite à partir de la côte d'Adam. En même temps qu'il y a création d'une altérité il y a affirmation d'une supériorité d'Adam. On peut réduire en terme logique comme suit [Adam / [Adam/Ève] ] soit [totalité / parties].  
Pour la même démonstration entre Pape et Roi, main droite et main gauche on consultera les Essais sur l'individualisme : une perspective anthropologique sur l'idéologie moderne (Paris, Seuil, 1983).

### Regards sur la société occidentale
Afin de poser un regard nouveau sur l'histoire et les particularités de la société occidentale, Dumont a proposé une confrontation théorique avec la société indienne, radicalement différente. Ce « détour anthropologique » a permis une réflexion originale sur l'idéologie et les valeurs propres à chacune de ces deux cultures. 
Par une analyse comparative, il montre une opposition nette entre ces deux civilisations : si la civilisation indienne est caractérisée par une pensée de la hiérarchie (le système de castes), alors la civilisation occidentale se caractérise par une pensée de l'égalité. Pareillement, si l'idéologie holiste prévaut en Inde, alors c'est l'idéologie individualiste qui prévaut de la même façon en Occident.

## Publications (liste non exhaustive)
- La Tarasque : essai de description d'un fait local d'un point de vue ethnographique, Paris, Gallimard, 1957.
- Une sous-caste de l'Inde du sud. Organisation sociale et religion des Pramalai Kallar., La Haye-Paris, Mouton, 1964.
- La civilisation indienne et nous : esquisse de sociologie comparée, Paris, Armand Colin, 1964.
- Homo hierarchicus. Essai sur le système des castes, Paris, Gallimard, 1966.
- Introduction à deux théories d'anthropologie sociale: groupes de filiation et alliance de mariage, Paris-La Haye, Mouton, 1971.
- Homo Æqualis I: genèse et épanouissement de l'idéologie économique (1977); II: l'Idéologie allemande ; Paris, Gallimard/BSH, 1978.
- Essais sur l'individualisme. Une perspective anthropologique sur l'idéologie moderne, Paris, Le Seuil, 1983.
- Homo Æqualis II: L'Idéologie Allemande, France-Allemagne et retour, Paris, Gallimard, 1991

## Prix et distinctions
- 1985 : Huxley Memorial Medal